# حسن الشمراني (لاعب كرة قدم مواليد 1992)
حسن أحمد الشمراني مولود في السعودية، هو لاعب كرة قدم سعودي يلعب في نادي الدرعية.
مثل سابقاً نادي الاتحاد في الفئات السنية و نادي الوحدة ونادي الدرعية ونادي القيصومة ونادي العروبة ونادي النجوم ونادي النهضة ونادي ضمك ونادي الطائي ونادي الدرعية.

## روابط خارجية
- حسن الشمراني على موقع Soccerway.com (الإنجليزية)
- حسن الشمراني على موقع كووورة